# Akechi Mitsuhide

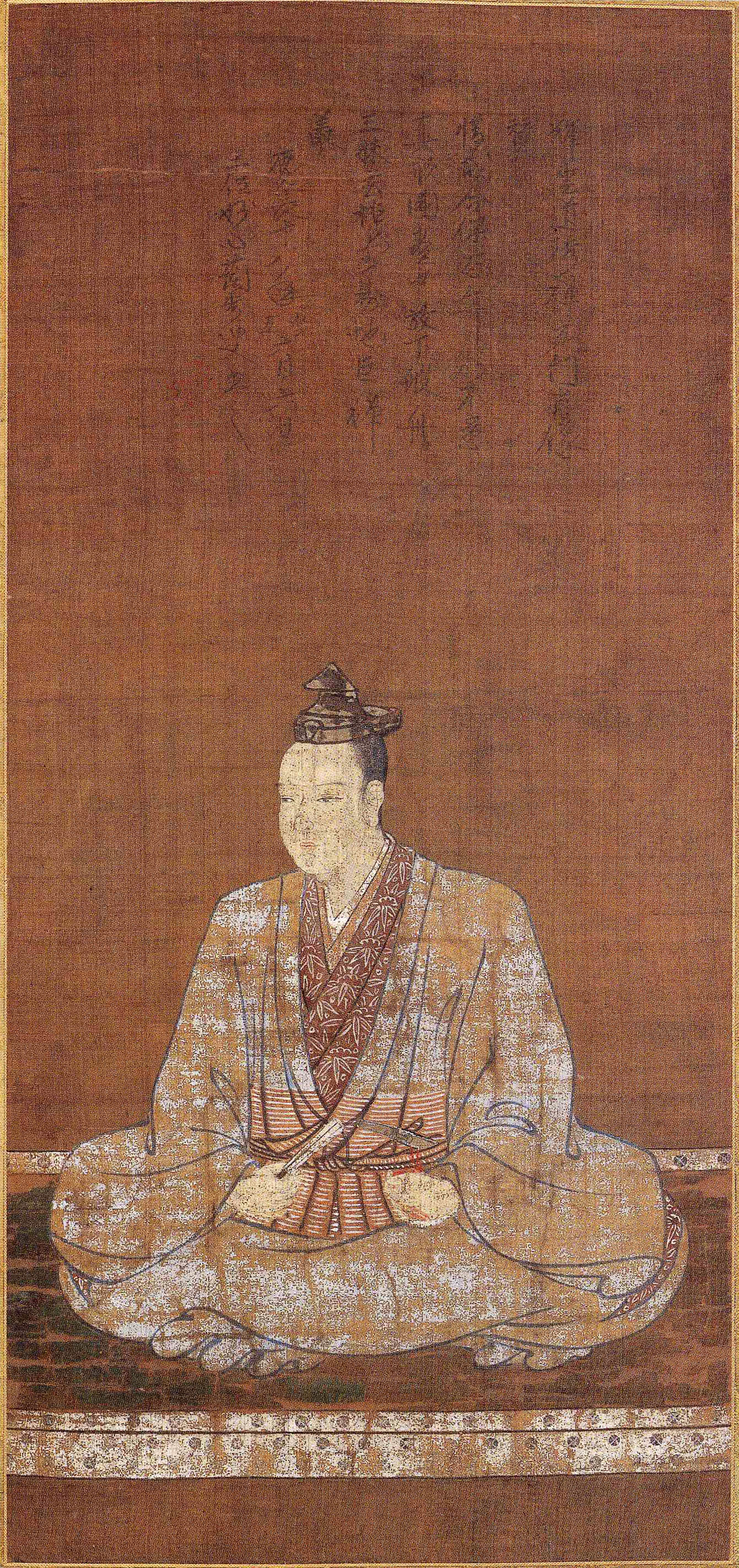
Akechi Mitsuhide

Akechi Mitsuhide (明智光秀, 1528? - 2 de julho de 1582), chamado primeiramente de Jūbei em seu clã, e posteriormente Koretō Hyuga no Kami (惟任日向守), era um samurai e general que viveu durante o período Sengoku do Japão feudal. Seu nome completo era Akechi Jūbei Minamoto-no-Mitsuhide (明智 十兵衛 源の光秀).
Mitsuhide servia ao Daimyo Oda Nobunaga. Fez muitas campanhas vitoriosas em proveito do seu senhor feudal e, depois de muitas humilhações, se revoltou no ano 1582 contra Nobunaga, e o forçou a cometer seppuku durante o incidente de Honnō-ji.

## Primeiros anos e ascensão
Nascido na província Mino, atualmente Prefeitura de Gifu, descendente do clã shugo Toki, Mitsuhide começou a servir Nobunaga após a última conquista da província de Mino, em 1566 e recebeu o feudo Sakamoto (na antiga provínca japonesa de Omi) em 1571. Embora fosse raro que Nobunaga depositasse muita confiança em seus vassalos, ele confiava particularmente em Katsuie Shibata, Hideyoshi Hashiba, e Akechi Mitsuhide. Após ter recebido Sakamoto, Mitsuhide se mudou para pacificar a região de Tamba, derrotando vários clãs, como o Isshiki do Tango.

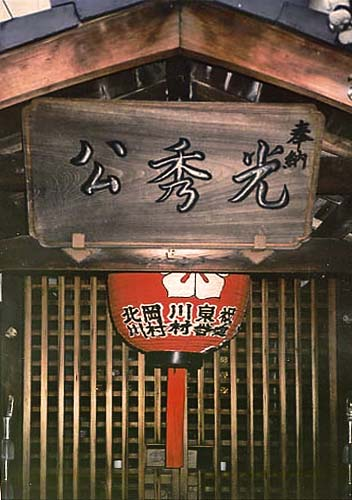
Santuário em homenagem a Akechi Mitsuhide

## Traições
Em 1579, Mitsuhide capturou o Castelo Yakami, de Hatano Hideharu, mediante um tratado de paz, o que representou o cumprimento de seus objetivos. Porém, Nobunaga traiu o acordo de paz e executou Hideharu. Isto desagradou à família Hatano e, logo em seguida, vários vassalos de Hideharu assassinaram a mãe (ou tia) de Akechi Mitsuhide. A situação foi desencadeada por uma série de insultos públicos de Nobunaga dirigidos para Mitsuhide, fato que inclusive chamou a atenção de alguns observadores ocidentais. Mitsuhide culpou Nobunaga pela morte de sua mãe e, no Incidente de Honnō-ji, em 21 de junho de 1582, exigiu a sua vingança.
Mitsuhide foi responsabilizado pela morte de Oda Nobunaga. Apesar de não o haver executado pessoalmente, ele o fez cometer seppuku devido à traição e ao subseqüente assassinato de sua mãe. Quando Hideyoshi e Tokugawa Ieyasu souberam do assassinato, ambos se apressaram para serem o primeiro a vingar Nobunaga e assumir seu lugar. Hideyoshi chegou à Mitsuhide mais cedo, e aliados de Mitsuhide, como Hosokawa Fujitaka, o traíram. Ele sobreviveu por 13 dias até que foi derrotado e morto por Hideyoshi na Batalha de Yamazaki.
Segundo rumores, Mitsuhide foi morto por um camponês armado com uma lança de bambu. Entretanto, também há rumores segundo os quais ele não foi assassinado, mas começou nova vida como um sacerdote de nome Tenkai.

## Linhagem
A Família Akechi foi capaz de rastrear sua genealogia até o clã Toki, e deste até o clã Minamoto. Nota-se que Minamoto Yoritomo trouxe a destruição do clã Taira, da mesma forma Mitsuhide trouxe um fim a Nobunaga que, por sua vez, traça seus ancestrais até o clã Taira.
A espada de Mitsuhide é do estilo Tensho. Na realidade, a espada de Tensho Koshirae foi inicialmente concebido para ser uma réplica da espada do próprio Akechi Mitsuhide.